# Soyuz MS-25
Soyuz MS-25 foi um voo espacial cujo lançamento foi originalmente planejado para o dia 13 de março de 2024, mas reagendado para o dia 21, sendo posteriormente abortado. Por fim, foi lançado de forma bem sucedida no dia 23 de março de 2024.

## Tripulação
A astronauta estadunidense Tracy Caldwell-Dyson substituiu Alexander Grebienkin como parte do sistema de troca de tripulação Soyuz-Dragon, cujo objetivo é ter pelo menos tripulantes americanos e russos na ISS. Isso permite a ocupação contínua da estação espacial pelos EUA e pela Rússia e mantém cenários de tripulação de reserva para evitar cenários como o aborto da Soyuz MS-10, ou para compensar atrasos no lançamento de missões de rotação da tripulação de veículos como o SpaceX Crew-3, que foi atrasado devido a condições climáticas desfavoráveis de lançamento.
Lançamento
| Posição                      | Tripulante           | Duração          | Pousará na  |
| ---------------------------- | -------------------- | ---------------- | ----------- |
| Comandante                   | Oleg Novitski        | 13d 18h 40m 50s  | Soyuz MS-24 |
| Participante do voo espacial | Marina Vaciliouskaia | 13d 18h 40m 50s  | Soyuz MS-24 |
| Engenheira de voo 2          | Tracy Caldwell       | 183d 23h 22m 06s | Soyuz MS-25 |

Pouso
| Posição             | Tripulante     | Duração          | Lançaram na |
| ------------------- | -------------- | ---------------- | ----------- |
| Comandante          | Oleg Kononenko | 373d 20h 13m     | Soyuz MS-24 |
| Engenheiro de voo 1 | Nikolai Tchub  | 373d 20h 13m     | Soyuz MS-24 |
| Engenheira de voo 2 | Tracy Caldwell | 183d 23h 22m 06s | Soyuz MS-25 |

## Voo

### Primeira tentativa de lançamento
O voo ocorreria no dia 21 de março de 2024, mas durante as preparações para o lançamento, foi cancelado automaticamente pelo sistema, faltando 21 segundos para o lançamento, devido à perda de voltagem de uma bateria. Foi o primeiro aborto de uma nave tripulada da Soyuz que ocorreu tão em cima da hora. A próxima tentativa ocorreu no dia 23 de março, mas devido ao funcionamento da órbita na nova data, a acoplagem com a ISS só ocorrerá segunda, dia 25.

### Segunda tentativa de lançamento
O lançamento, por fim, ocorreu de forma bem sucedida no dia 23 de março de 2024, após a troca da bateria defeituosa e o teste do primeiro estágio do foguete. Após dois dias de voo livre, a nave acoplou no dia 25 de março. Dyson foi lançada na Soyuz MS-25 e passará aproximadamente seis meses a bordo da Estação Espacial Internacional. Ela viajou para a estação com o cosmonauta da Roscosmos Oleg Novitsky e a participante do voo espacial Marina Vaciliouskaia da Bielorrússia, ambos os quais passarão aproximadamente 12 dias a bordo do complexo orbital como parte da 21ª expedição visitante a ISS. Esta foi a primeira vez que uma nave Soyuz foi lançada com duas mulheres abordo.

## Retorno
Após completar sua expedição, Dyson retornou à Terra no dia 23 de setembro de 2024 com os cosmonautas da Roscosmos Oleg Kononenko e Nikolai Tchub, na espaçonave Soyuz MS-25. Kononenko e Tchub estiveram na ISS desde setembro de 2023, com a astronauta da NASA Loral O'Hara, lançados na espaçonave Soyuz MS-24. Kononenko e Tchub permaneceram a bordo da estação por cerca de um ano. Se a missão durasse 300–365 dias, Kononenko acumularia um total de 1,036–1,101 dias no espaço, ultrapassando o recorde atual de 878 dias de Gennady Padalka. Assim, ele também se tornou a primeira pessoa a permanecer 1.000 dias no espaço. O'Hara, que passou seis meses a bordo da estação espacial, retornará com Novitski e Vaciliouskaia na espaçonave Soyuz MS-24.